# عبدالله کونی
عبدالله کونی (عربی: عبدالله كوني؛ زادهٔ ۱۹ ژوئیهٔ ۱۹۷۹) یک بازیکن فوتبال سنگالی‌تبار اهل قطر است.

## باشگاهی
از باشگاه‌هایی که در آن بازی کرده است می‌توان به السد اشاره کرد.

## تیم ملی
وی همچنین در تیم ملی فوتبال قطر و تیم ملی فوتبال زیر ۲۰ سال قطر بازی کرده است.